# Panayótis Skouroliákos
Panayótis « Pános » Skouroliákos (grec moderne : Παναγιώτης «Πάνος» Σκουρολιάκος), né le 12 septembre 1954 à Athènes, est un homme politique grec.

## Biographie
Aux élections législatives grecques de janvier 2015, il est élu député au Parlement grec sur la liste de la SYRIZA dans la circonscription de l'Attique.